# Chenda
Le chenda ou chende est un instrument de musique de l’Inde. C'est un instrument de percussion membranophone. C'est un tambour en tonneau à deux peaux utilisé dans la musique kéralaise. Seuls des membres de la communauté Mârâr ou Pothuvâl sont habilités à en jouer.

## Facture

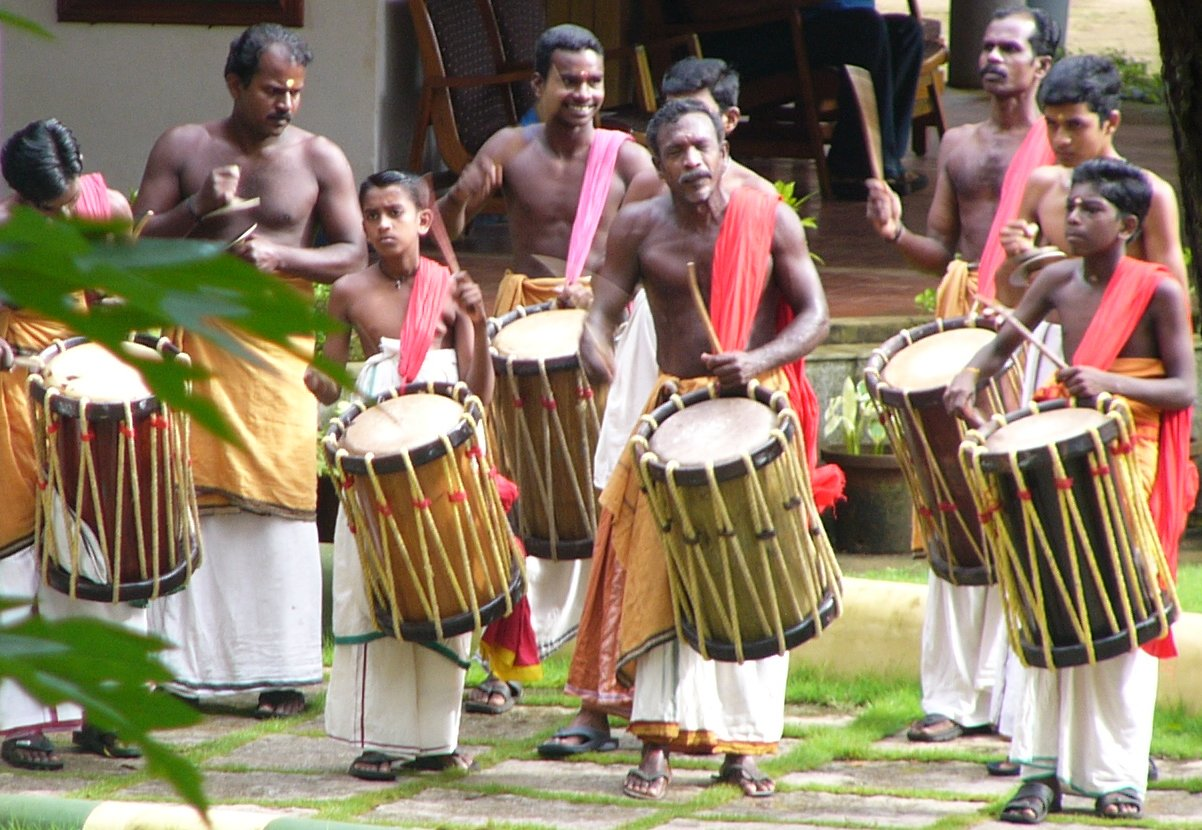
Chendas

D'un diamètre de 22 cm, avec 55 cm de long, il est en un bois épais de jacquier. Deux cercles de 32 cm de diamètre en bois ou en bambou assurent la fixation des cordes de tensions réglables à l'aide d'un anneau le long du fût. Les membranes sont en peau de vache ou de veau (l'une d'elles à six couches distinctes de peaux). Selon la taille et l'accord, on distingue divers types : acan chenda (large) et chende (mince).
Le Chenda (ചെണ്ട) (prononcé tʃeɳʈa) est une cylindriques percussions instrument largement utilisé dans l'état de Kerala et Tulu Nadu de Karnataka Etat en Inde. En Tulu Nadu, il est connu comme Chande . 
Le Chenda est principalement joué dans hindous Festivals Temple et comme accompagnement dans les formes d'art religieux du Kerala. Le Chenda est utilisé comme accompagnement pour Kathakali, Koodiyattam, Kannyar Kali, Theyyam et parmi les nombreuses formes de danses et rituels du Kerala. Il est également joué dans une danse-théâtre appelée Yakshagana qui est populaire dans Tulu Nadu du Karnataka. Il est traditionnellement considéré comme une «Asura Vadyam 'ce qui signifie qu'il ne peut pas aller dans l'harmonie. Chenda est un instrument incontournable dans la musique toute forme d'activités culturelles en Kerala.

## Jouer le Chenda
Il y a différentes manières de jouer un Chenda, faite d'un tambour cylindrique en bois, et a une longueur de 2 mètres et un diamètre de 1 pied. Les deux extrémités sont couvertes (généralement avec la peau animal). Le Chenda est suspendu à partir du cou batteurs de sorte qu'elle accroche verticalement. L'utilisation de deux bâtons, le batteur frappe le parchemin supérieur. Cet instrument est célèbre pour sa sonorité forte et rigide. 

## Le Nom: Chenda
Un nom anglais pour un anglais Rose. Cela signifie leader fort. Dérivé de «Richenda". 

## Différents types de Chenda
- Uruttu Chenda - pour jouer les variations.
- Veekku Chenda - celui qui bat le rythme de base.
- Acchan Chenda

## Jeu
C'est l'un des rares tambours, maintenu à l'aide d'une sangle passée sur les épaules, à être joué debout. L'instrument est tenu à la verticale, comme un tambour européen. On le frappe sur la face supérieure (valantâla) à l'aide d'une ou deux baguettes courbes ou avec la main gauche nue. À de rares occasions, la face inférieure (etântâla) est aussi frappée.
On s'en sert dans les musiques rituelles chenda mêlam, thayambaka et dans les danses kathakali et mutiyettu.